# 京善駅
京善駅（きょうぜんえき）は、福井県吉田郡永平寺町京善にかつて存在した京福電気鉄道永平寺線の鉄道駅である。

## 駅構造

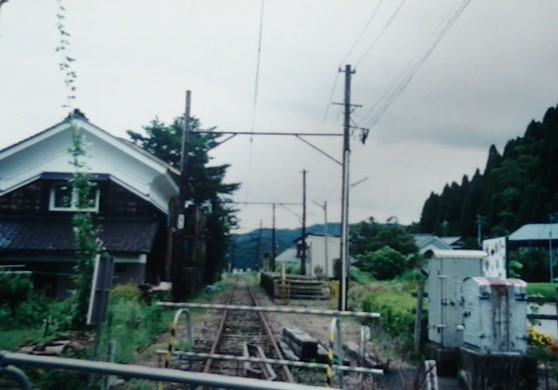
駅全景。永平寺方から東古市（現・永平寺口）方面を望む（2001年8月 ※当時は営業休止中）

元は島式ホーム1面2線の駅だったが、晩年は駅舎側の線路が撤去されて1面1線となっていた。

## 歴史
- 1925年（大正14年）9月16日：永平寺鉄道永平寺口（後の東古市） - 永平寺門前（後の永平寺）間開業に合わせ開業。
- 1944年（昭和19年）12月1日：京福電気鉄道による永平寺鉄道合併により同社の駅となる。
- 2001年（平成13年）6月25日：前日に発生した越前本線の衝突事故を受けての京福福井鉄道部全線運行休止により休止。
- 2002年（平成14年）10月21日：永平寺線東古市 - 永平寺間廃線に伴い廃駅。

## その他
- 映画男はつらいよシリーズ第9作『男はつらいよ 柴又慕情』（1972年公開）のロケ地として、ヒロインの歌子（吉永小百合）と寅次郎（渥美清）の出会いのシーンで当駅が使用された。なお、歌子たちと寅次郎の別れのシーンの舞台となった駅は、同じ永平寺線の東古市駅（現・永平寺口駅）であった[1]。

## 隣の駅
京福電気鉄道
永平寺線
諏訪間駅 - 京善駅 - 市野々駅